# 後家兼光
後家兼光（ごけかねみつ）は、南北朝時代に作られたとされる日本刀（打刀）である。東京都世田谷区にある静嘉堂文庫美術館が収蔵する。

## 概要

### 刀工・長船兼光について
南北朝時代に備前で活躍した長船派（おさふねは）の刀工・兼光により作られた打刀である。兼光は長船派の祖として知られる光忠から数えて4代目にあたる惣領とされている。初期の作風は父・景光に似た匂本位の肩落互の目や丁子刃（ちょうじば）であったが、南北朝時代に入ると、当時一世を風靡していた相州正宗の相州伝の作風を取り入れて地刃ともに沸（にえ、地鉄の中にある肉眼で把握できるほどの粒子）の強い覇気ある作風へと変化する。後年には相州伝の作風が入った「相伝備前」（そうでんびぜん）という作風で知られるようになる。

### 名前の由来
後家兼光という名前の由来は、安土桃山時代の武将である直江兼続の正妻であるお船の方が、兼続と死別し後家（ごけ、夫と死別した人妻）となった際に主君である米沢藩上杉家に本作を献上したことによる。直江兼続は長尾政景（上杉景勝の実父）の家臣である樋口兼豊の子として生まれ、幼い頃から聡明で利発だったことから、仙桃院（上杉謙信の姉）に才能を認められて仙桃院の息子にあたる喜平次（後の景勝）に仕えた。謙信死後の後継者争いである御館の乱では、兼続は景勝軍を指揮して勝利に導いた。しかし、乱勃発後の混乱により上杉家の重臣で与板城主であった直江信綱が殺害されると、当時信綱と結婚していたお船の方を遺して直江家が途絶える危機を迎えた。名門である直江家が途絶えることを惜しんだ景勝は、兼続にお船の方との結婚を勧め、1581年（天正9年）には直江家を継ぐ形で3歳年上のお船の方と結婚することになった。
与板城主となった兼続は、妻の内助の功に支えられ、新田開発、鍛冶産業の振興、道路の整備など城下のまちづくりに注力し、上杉家の宰相として豊臣政権下の佐渡制圧や朝鮮出兵など内政・外交のほとんどを担った。景勝は兼続に対して絶大な信頼を寄せており、上杉家文書にも「兼続は上杉家の舵取りを任せられる大きな器の持ち主」と評した記述も残されている。その評価は上杉家にとどまらず、豊臣秀吉は有能で忠義に篤い兼続に対して「天下の政治を任せられる一人」と絶賛し豊臣姓を授け、1598年（慶長3年）に景勝が会津120万石に移封された際には兼続にも米沢30万石を与えるなど、陪臣（ばいしん、家臣の家臣のこと）としては異例の待遇で接し兼続を高く評価していた。そして同年秀吉が没した際には、遺命として「兼光の太刀」を兼続へ下賜させるように命じたことから、その「兼光の太刀」である本作が兼続の下に渡った。
関ヶ原の戦いに於いて西軍に付いて徳川家康と対立した上杉家は、関ヶ原敗北後お家断絶の危機に直面していた。1601年（慶長6年）に、兼続は景勝とともに上洛して家康に謝罪し、上杉家は安堵されたものの会津120万石から米沢30万石に改易されることになった。大減封により上杉家は財政難に陥り、家臣の中には一部家臣の召し放ち（リストラ）を進言する者もいたが、兼続は旧来からの家臣を召し放ちせず、米沢移住を希望する家臣には全て会津城から連れてきたとされる。
米沢での暮らしは厳しいものであったが、兼続自らも生活を質素なものにして、家臣たちには屋敷に柿やウコギなど食料にもなる樹木を植えさせ、開墾を奨励して米沢のまちづくりに努めた。そうして米沢でも上杉家に貢献してきた兼続は1619年（元和5年）12月19日に60歳で死去し、その没後に2度目の後家となったお船の方から主家の米沢藩主上杉家へと本作が献上されることになった。

### 上杉家伝来後
その後江戸時代を通じて米沢上杉家に伝来していたが、幕末になり戊辰戦争が勃発した際に米沢藩は佐幕派の奥羽越列藩同盟に加わり明治新政府と対立することになった。しかし、奥羽越列藩同盟は新政府軍に敗北し、米沢藩にも厳罰が下されようとする中、当時上杉家は土佐藩主である山内家と姻戚関係にあったことから土佐藩の助力を得ることができ厳罰を受けずに済んだ。そのため上杉家ではその礼として本作が山内家へ贈られたと伝えられる。その後経緯は不詳ながら、土佐藩郷士出身であり三菱財閥第二代総帥である岩崎弥之助（岩崎弥太郎の実弟）の許に渡った。以降は弥之助が設立した静嘉堂文庫に収蔵されるようになり、現在も静嘉堂文庫美術館に保管されている。

## 作風

### 刀身
刃長（はちょう、刃部分の長さ）は80.0センチメートル、反り（切先から鎺元まで直線を引いて直線から棟が一番離れている長さ）は2.1センチメートルある。本作は大磨上げ（おおすりあげ、長大な太刀の茎を元々の銘が無くなるほど切り縮めて刀身全体を短く仕立て直すこと）がなされており、元々は刃長3尺（約90センチメートル）余りであったとされている。また、大磨上げのため茎（なかご、柄に収まる手に持つ部分）は無銘である。

### 外装
本作には明治時代に作られたとされる芦雁蒔絵鞘打刀拵（あしかりまきえざやうちがたなごしらえ） が付属している。

### 用語解説
- 作風節のカッコ内解説および用語解説については、個別の出典が無い限り、刀剣春秋編集部『日本刀を嗜む』に準拠する。